# Baraja espejo
| |
| |
| Ejemplo de cartas ordenadas en espejo. El primer grupo de cartas tiene ordenados en espejo sólo los valores de las cartas. El segundo grupo tiene ordenados los valores y los palos. |

Se llama baraja espejo a una baraja que se encuentra ordenada de forma tal que es simétrica respecto al centro. Un ejemplo básico de baraja espejo es una baraja con dos palos ordenados de As a Rey, y los otros dos ordenados de Rey a As; todos los palos uno detrás del otro. Es también llamada baraja capicúa y baraja en ordenación espejo capicúa, pues así se le llama también a la ordenación de la baraja como tal.
La baraja espejo tiene varias propiedades:
- La primera carta es de igual valor que la última, la segunda carta de arriba abajo es de igual valor que la segunda de abajo arriba, etc.
- Si se mezcla en faro, las cartas de la baraja cambian su posición, pero la baraja sigue siendo espejo (es decir, simétrica respecto al centro).

- Datos: Q5719249